# Bored of Education
Bored of Education é um filme de comédia em curta-metragem estadunidense de 1936 dirigido e escrito por Gordon Douglas. Venceu o Oscar de melhor curta-metragem em live-action: 1 bobina na edição de 1937.

## Elenco
- Darla Hood - Darla
- Eugene Lee - Porky
- George McFarland - Spanky
- Carl Switzer - Alfalfa
- Billie Thomas - Buckwheat
- Pete The Pup